# Ракетний удар по гіпермаркету в Костянтинівці
Ракетний удар по гіпермаркету в Костянтинівці — теракт, який стався 9 серпня 2024 року о 11:04, коли російські війська завдали ракетного удару по гіпермаркету «ЕКО-маркет». Унаслідок влучення російської ракети Х-38 загинули 14 людей, ще 44 поранено. Пошкоджені 10 приватних будинків, 9 крамниць, супермаркет, пошта, торгівельні павільйони, газопровід, автомийка і 12 автівок. На місці влучання ракети рятувальники розібрали 76 тонн будівельних конструкцій. 

## Передісторія
Гіпермаркет «ЕКО-маркет» відкрився 30 грудня 2008 року на перетині вулиць Громова та Леваневського. Щоденна відвідуваність становила близько 4 тисяч осіб. Пізніше гіпермаркет почав поступово здавати частину своєї території в оренду, в результаті чого на його площах з'явилися нові заклади, такі як відділення «Нової пошти», розважальний комплекс, кафе, кінотеатр, магазини та інші торгові точки.

## Перебіг подій
9 серпня 2024 року о 11:04, російські війська завдали ракетного удару. Ракета вразила у гіпермаркет «ЕКО-маркет» площею 1000 м², що спричинило пожежу і значні руйнування.

## Наслідки
Унаслідок атаки загинуло 14 осіб, серед яких 3 дітей. 44 особи отримали поранення. Пошкоджені 10 приватних будинків, 9 крамниць, супермаркет, пошта, торгівельні павільйони, газопровід, автомийка і 12 автівок. На місці влучання ракети рятувальники розібрали 76 тонн будівельних конструкцій. 

## Завершення пошукових робіт
МВС України Ігор Клименко о 16:34 10 серпня 2024 року у своєму телеграм-каналі повідомив, що розбір завалів гіпермаркету завершино. 

## Реакції
Президент Володимир Зеленський заявив, що «росія відповідатиме за цей терор»
«…і ми зробимо все, щоб світ і надалі був з Україною, підтримував наш захист і порятунок життів наших людей», — написав він.
Правоохоронці здійснюють досудове розслідування у кримінальному провадженні за фактом порушення законів та звичаїв війни (ч. 2 ст. 438 Кримінального кодексу України).

## Вшанування пам'яті
9 серпня 2024 року в Костянтинівці оголошено Днем жалоби на знак скорботи за масовими жертвами російських обстрілів.